# Slobozia Bradului
Slobozia Bradului est une commune de Roumanie, située dans le județ de Vrancea.

## Démographie
Lors du recensement de 2011, 70,38 % de la population se déclarent roms et 21,78 % roumains (7,83 % ne déclarent pas d'appartenance ethnique).

## Politique
| Parti | Parti                        | Sièges |
| ----- | ---------------------------- | ------ |
|       | Parti social-démocrate (PSD) | 9      |
|       | Parti national libéral (PNL) | 6      |